# スタンフォード (コネチカット州)

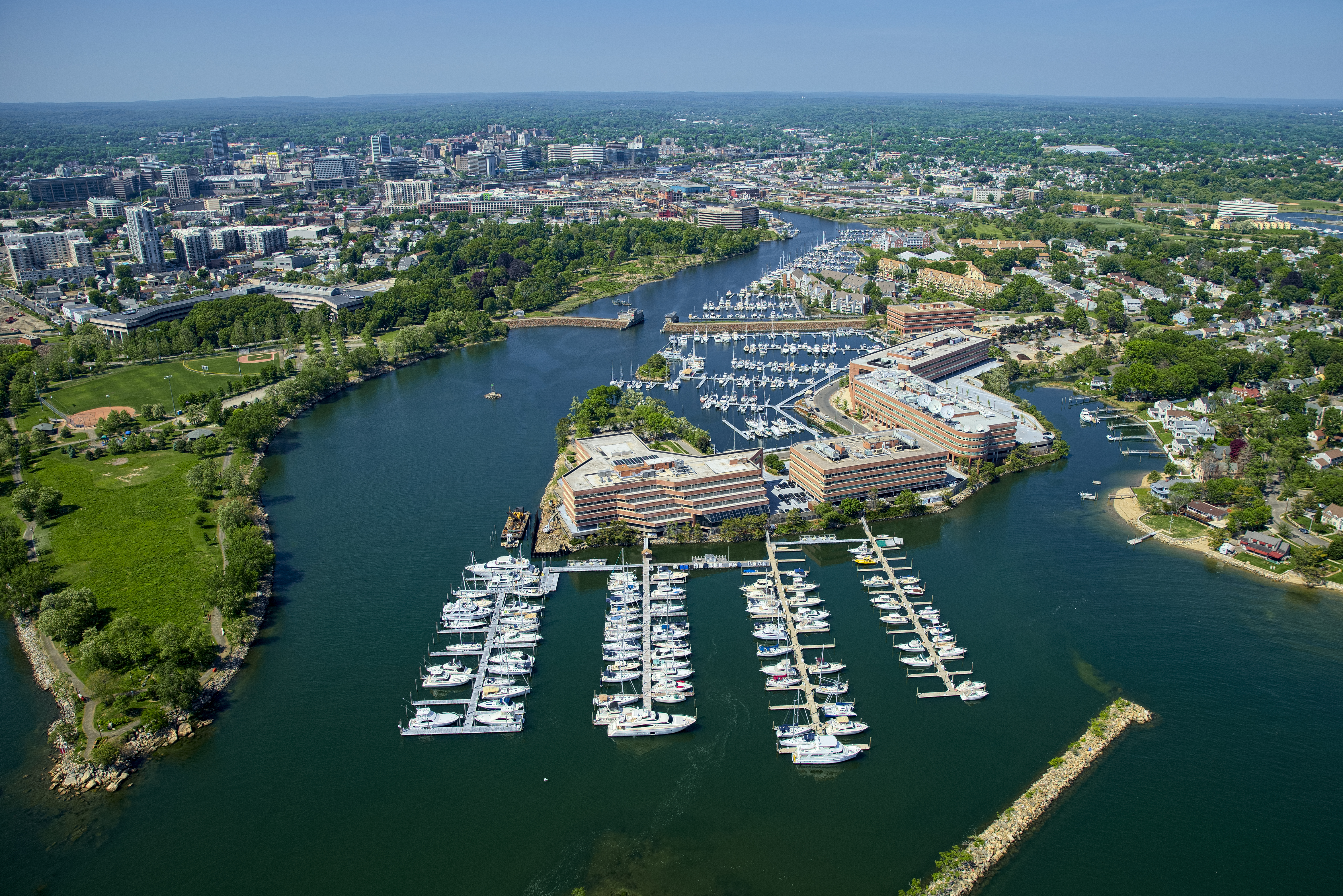
スタンフォード

スタンフォード（Stamford）は、アメリカ合衆国コネチカット州のフェアフィールド郡にある都市。ニューヨークの中心部から北東へ約60kmに位置している。人口は13万5470人（2020年）で、ブリッジポートに次ぐ同州第2の都市である。ブリッジポートと共に形成している都市圏はフェアフィールド郡1郡からなっており、人口は約95万人（2020年）である。
スタンフォードは治安が良く、マンハッタンから車で45分-1時間程度の通勤圏に位置していることから、ニューヨーク日本人学校を有する西隣のグリニッジや全米有数の高級住宅地として知られるニューカナーンと共にニューヨークの衛星都市として発展している。立地条件の良さから、スタンフォードに本社を置く大企業も数多い。2005年には、スタンフォードはユナイテッド・ステーツ・リビング誌（United States Living）の投票で「最も住みやすい都市」に選ばれた。

## 歴史

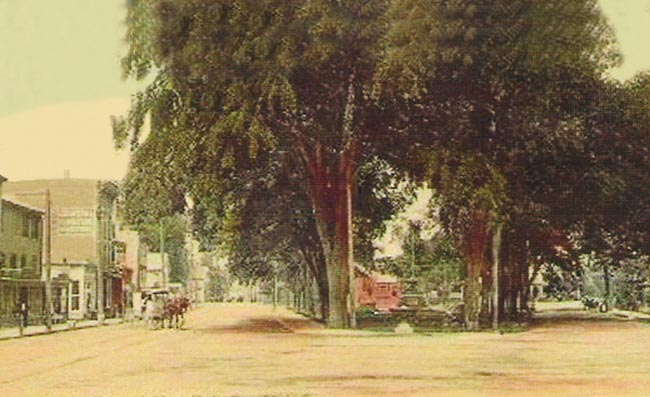
スタンフォード市内のウェスト・パーク（1906年の絵葉書）

古くは、ネイティブ・アメリカンたちの間ではこの地はリッポワム（Rippowam）と呼ばれていた。ヨーロッパ人が入植してからもしばらくはこの名で呼ばれていたが、やがてイングランド・リンカンシャー州の同名の町にちなんでスタンフォードと改名された。1640年7月1日、入植者側のターナー大尉とネイティブ・アメリカンのチーフ・ポニュスとの間で証書が調印され、入植者はコート12着、鍬12本、まさかり12本、めがね12着、ナイフ12本、鍋4個、ネイティブ・アメリカンが当時貨幣として用いていた貝殻製の玉4尋と引き換えに、スタンフォードの土地を購入した。その後も何度か交渉が行なわれ、1700年、ついにネイティブ・アメリカンは多額の金を受け取って土地を入植者に明け渡した。
初期のスタンフォードにおける主産業は海岸線沿いで行なわれた商業であった。スタンフォードがニューヨークに近かったため、商業で入植地を成り立たせることが可能だったのである。

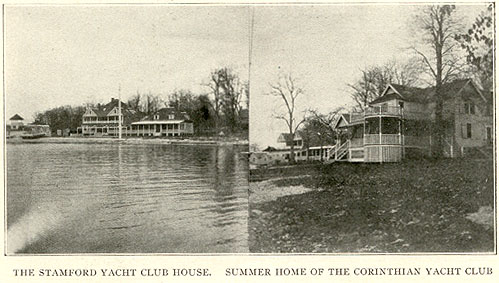
スタンフォードのヨットクラブ（1910年）

19世紀後半に入ると、ニューヨークの住民たちがスタンフォードの海岸線沿いに夏の別荘を建てるようになった。また、スタンフォードに移住し、マンハッタンに通勤する者も出てきた。時代が下るにつれて、スタンフォードは別荘地としてよりも住宅地としての人気が高まっていった。人口も増加し、1893年、スタンフォードは正式な市になった。
変わったところでは、スタンフォードは電気カミソリ発祥の地でもある。1940年頃、アトランティック通りに社屋を構えていたシックは1,000人を超える従業員を雇っていた。

### 再開発
その長い歴史にもかかわらず、スタンフォードには歴史的な建物はほとんど残っていない。その要因としては、1960年代から1970年代にかけて行なわれた大規模な都市再開発が挙げられる。再開発によって、それまで歴史的な建物が多く建っていたダウンタウンは高層ビルの建ち並ぶ近代的なビジネス街へと変貌した。こうした開発は、F.D.リッチ（F.D. Rich Co.）によって行なわれた。
再開発は論議を巻き起こすものであった。ダウンタウンの住民グループは9ブロックを取り壊し、地元企業400社と住民1,100家族が追われることになるこの開発計画に対し、訴訟を起こした。
1960年代、F.D.リッチはダウンタウンにスタンフォードで最も高い建物となるランドマーク・ビルディング（Landmark Building）とGTEビルディング（GTE Building）を建てた。GTEビルディングは現在ではワン・スタンフォード・フォーラム（One Stamford Forum）となっている。同時期に建てられたスタンフォード・マリオットは、最上階にロングアイランド湾を望むレストランを有している。さらに1970年代にはテン・スタンフォード・フォーラム（10 Stamford Forum）が、1980年代には敷地90,000m²以上を有するショッピングモール、スタンフォード・タウン・センター（Stamford Towne Center）や、フォー・スタンフォード・フォーラム（4 Stamford Forum）、シックス・スタンフォード・フォーラム（6 Stamford Forum）、エイト・スタンフォード・フォーラム（8 Stamford Forum）といったビルを建てた。これらの近代的な建物は、スタンフォードのダウンタウンの姿を大きく変えた。
州間高速道路95号線に並行するトレッサー大通り（Tresser Boulevard）沿いの建物は、トレッサー通りに駐車場の出入口を有し、I-95側はガラス張りになっていた。F.D.リッチの創始者一家であるリッチ家は歩行者に優しくない道を作ったとして批判され、トレッサー通りは建築・都市デザインの批評家たちから不評を買った。これに対し、F.D.リッチの社長、ロバート・N・リッチ（Robert N. Rich）は、1999年にニューヨーク・タイムズの記者に対し、「道は歩行者のために作ったのではない。GTEはニューヨークで爆弾テロに遭ったからスタンフォードに来たのだ。犯罪はニューヨークでは問題だった。だからニューヨークの建物は、内部が見通せないように設計されていたのだ。」と反論した。
F.D.リッチと共にダウンタウンの再開発を進めた企業としては、アンタレス（Antares）やW&M不動産（W&M Properties）が挙げられる。前者はダウンタウンのコンドミニアム建設プロジェクトを進めた。後者はアムトラックのスタンフォード駅の南にメトロ・センター（Metro Center）というビルを建て、現在も同ビルを所有している。同ビルにはトロントに本社を置く情報企業、トムソン（Thomson Corporation）がオペレーション拠点を構えている。
1980年代後半に入ると不動産価格が暴落し、1990年代前半にかけて、F.D.リッチはほぼ全ての資産を売却しなければならなかった。しかし、ランドマーク・スクエア（Landmark Square）での貸室事業は続けていた。現在でもF.D.リッチはランドマーク・ビルディングに本社を構えている。最近、F.D.リッチはサマー通り（Summer Street）とブロード通り（Broad Street）の角にコートヤード・バイ・マリオットを建てた。F.D.リッチは同ホテルを所有している。また、ダウンタウンの演技芸術センターであるリッチ・フォーラム（Rich Forum）は、リッチ家にちなんで名付けられた。

## 地理と都市概観

フェアフィールド郡内の位置

スタンフォードは北緯41度5分48秒 西経73度33分8秒 / 北緯41.09667度 西経73.55222度に位置している。アメリカ合衆国統計局によると、スタンフォード市は総面積134.9km²（52.1mi²）である。そのうち97.8km²（37.8mi²）が陸地で37.1km²（14.3mi²）が水域である。総面積の27.52%が水域となっている。
ダウンタウンはビジネス街ではあるが、市がニューヨークの郊外都市としての性格も持っていることから、高層アパートやコンドミニアムも多く建っている。また、ダウンタウンにはスタンフォード・タウン・センターというショッピングモールもある。市の南側、サウス・エンド地区（South End）は重工業が集中する工業地区である。一方、北側のノース・スタンフォード地区（North Stamford、郵便番号06903）は全米有数の高級住宅地であり、住民の所得水準は同じく高級住宅地として知られる北東隣のニューカナーンや西隣のグリニッジをしのぐ。

### 住宅事情
スタンフォードはニューヨークに近く、治安も良いことから、住宅地としての人気が高く、そのため複雑な住宅事情を抱えている。ダウンタウンの北側、特にストロベリーヒル通り（Strawberry Hill Avenue）沿いには高層アパートやコンドミニアムが多く建っている。グレンブルック地区（Glenbrook）やコーブ地区（The Cove）にもコンドミニアムが多い。一方、ウェストオーバー（Westover）、シッパン（Shippan）、ノース・スタンフォードの各地区には一戸建ての高級住宅が並ぶ。地価が高いため、北東部の他の主要都市で見られるようなダウンタウンの荒廃はスタンフォードではほとんど見られない。しかし、サウス・エンド地区やインナーシティのウェスト・サイド地区（West Side）、ウォーターサイド地区（Waterside）の一部には地価の高いダウンタウンや市内の他地区に住めない貧民が集中し、過密状態に陥ったスラムが広がっており、スタンフォードにおける貧富の差の大きさを物語っている。

## 経済
スタンフォードはニューヨーク郊外の住宅地であるばかりでなく、大企業が数多く本社を構える商業都市でもある。それらの企業の多くは1980年代にニューヨークの中心部から税金が安い、取締役の自宅に近いなど立地条件の良かったスタンフォードに本社を移転し、現在もスタンフォードに本社を構えている。スタンフォードに本社を構える企業のうち、フォーチュン500に入る企業は4社あり、フォーチュン1000には9社が入る。また、これら大企業の本社のほか、スタンフォードには支店やヘッジファンドの数も多い。スタンフォードの経済はこうしたマンハッタンから移転してくる企業や、地元のビルに北米拠点を置くヨーロッパ企業によって成り立っている。
スタンフォードに本社を構える大企業としてはWWE、ゼロックス、ピットニー・ボウズ（Pitney Bowes）、ユナイテッドレンタルズなどの例が挙げられる。また、スイスの世界的な投資銀行UBSはスタンフォードに北米拠点を置き、北アメリカ最大規模の株式トレーディングフロアを有している。2009年には、ロイヤルバンク・オブ・スコットランドが北米拠点をスタンフォードに移転した。同行のトレーディングフロアはUBSと互角である。
一方、スタンフォードを離れる企業も存在する。理由としては、スタンフォード市内の渋滞やオフィスの家賃の高さが挙げられる。それらの多くはノーウォークやウェストポートなどの近郊や、フェアフィールド郡内でもさらに東のほうへと移転していく。また、企業の合併・買収の結果、州内外の他地域に本社を移すことになる企業もある。2006年には、インターナショナル・ペーパー、メッドウェストバコ（MeadWestvaco）の2社がスタンフォードを離れると発表した。ピットニー・ボウズは本社こそスタンフォードに残しているものの、バックオフィスはフェアフィールド郡東部のシェルトンに移した。

## 治安
連邦捜査局（FBI）による2004年の報告では、スタンフォードは人口100,000人以上の都市の中では4番目に安全な都市であるとされた。2005年上半期の報告では、スタンフォードは人口100,000人以上の都市の中では最も安全な都市であるとされた。同局のデータを用いたモーガン・クイットノー社の「全米の安全な都市」ランキングでは、スタンフォードは2003年にはベスト21位、2004年にはベスト25位であった。
しかし、2004年以降に貧民の多いウェスト・サイド地区で銃犯罪が増加したため、2005年以降は人口100,000人以上の都市の中でのベスト10、全米の全都市の中でのベスト25のいずれにも入っていない。それでもスタンフォードの犯罪率は全米平均の半分程度で、州内の主要都市や全米の同規模の都市に比べて格段に治安の良い部類に入る。
スタンフォードの治安の良さの要因としては、まず同市が郊外都市であるため住民が人口規模の割には均質で、しかも地価が高いため住民の所得が高く、貧民が少ないことが挙げられる。加えて失業率が低いこと、警察が効果的に機能していることもプラスに働いている。さらに1980年代以降、ニューヨーク大都市圏全体の治安が劇的に向上したことも要因として挙げることができる。

## 交通

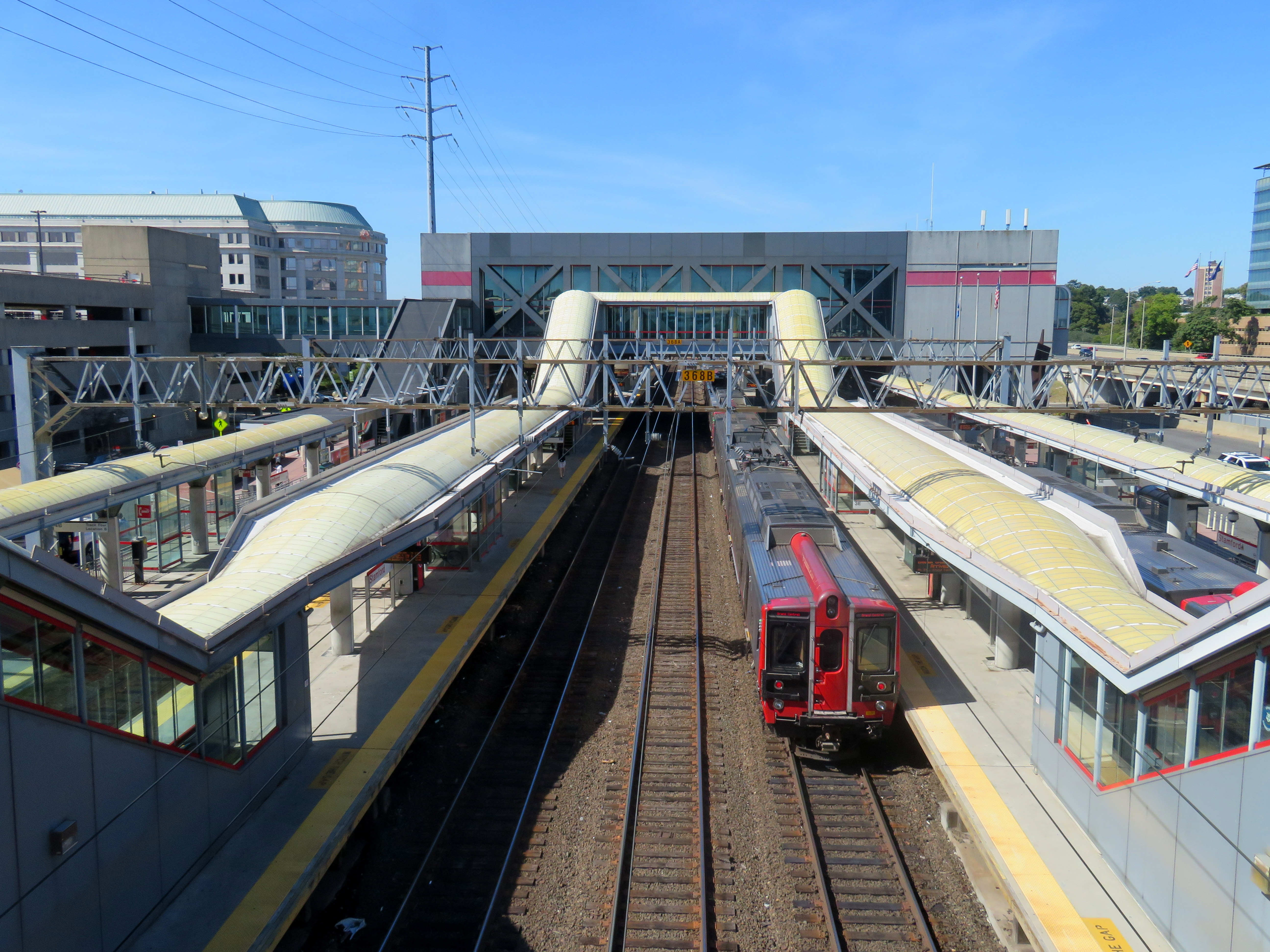
スタンフォード駅

スタンフォード駅は北東回廊上の主要駅であり、アムトラックのアセラ・エクスプレスも停車する。また、同駅はニューヨークの通勤列車であるメトロノース鉄道ニューヘイブン線の主要駅のひとつであり、沿線中最多の乗降客数を誇る。メトロノース鉄道の急行列車はスタンフォードが最後の停車駅で、そこから先はニューヨークまでノンストップであるため、各駅停車と急行列車の乗換駅としてもよく利用される。同駅で分岐するニューカナーン支線とあわせると、スタンフォード市内にはメトロノース鉄道の駅は3駅存在する。
コネチカット州交通局がCTトランジット（CT Transit）という路線バスを運営しており、スタンフォード市内およびグリニッジ、さらにはニューヨーク州ポートチェスター（Port Chester）など周辺を広くカバーしている。一方、スタンフォード公立学区は児童・生徒用のバスとしてレイドロー（Laidlaw）というバスを使用している。CTトランジットのバスとは異なり、レイドローは市外に出ることはない。またあくまで学校に通う児童・生徒用のバスであるため、レイドローは学校登校日にのみ運行される。
州間高速道路95号線は市の南側を通っている。I-95はニューヨークとボストンを結ぶ大動脈であるだけでなく、大西洋岸の主要都市を結んで南北に走る幹線である。スタンフォード市内には4ヶ所のランプがある。また、市の北側にはメリット・パークウェイ（Merritt Parkway）が走っている。I-95とは異なり古い道路で、同高速道路をまたぐ一般道路の陸橋の裄高も低いためトラックが通行できず商用には適さないが、I-95とあわせてニューヨークへの通勤道路としてよく利用されている。
スタンフォードは玄関口となる空港を有さないが、ニューヨークの3空港を利用することができる。3空港のうち、国際線はジョン・F・ケネディ国際空港とニューアーク国際空港に発着する。前者はニューヨーク・クイーンズ区に位置する全米有数の大空港で、米系のみならず欧州系・アジア系を含む航空主要各社の路線が数多く発着する。一方、後者はニュージャージー州に位置するためスタンフォードからの距離は遠いが、アムトラック1本でアクセスが可能である。このほか、国内線はニューヨークのマンハッタン島とスタンフォードの両方に最も近いラガーディア空港からも利用することができる。

## 註
1. ↑  “Quickfacts.census.gov”. 2023年8月16日閲覧。
2. ↑  “Connecticut-Demographics.com”. 2023年8月16日閲覧。